# Alaskagorgia aleutiana
Alaskagorgia aleutiana is een zachte koraalsoort uit de familie Plexauridae. De koraalsoort komt uit het geslacht Alaskagorgia. Alaskagorgia aleutiana werd in 2004 voor het eerst wetenschappelijk beschreven door Sánchez & Cairns. 